# Romano Prodi
Romano Prodi (kiejtéseⓘ, Scandiano, Reggio Emilia megye, Olaszország, 1939. augusztus 9. –) olasz politikus és államférfi. Beceneve „Professzor”. A Miniszterek Tanácsa elnöki tisztségét (olasz kormányfő) kétszer, 1996. május 17. és 1998. október 21., valamint 2006. május 17. és 2008. május 8. között töltötte be. Az Európai Bizottság (EB) elnöke volt 1999–2004 között.

## Fiatalkora
1961-ben a milánói Szent Szív Katolikus Egyetemen diplomázott, majd a London School of Economics-on végzett doktori tanulmányokat. Közgazdaságtant tanított a Bolognai Egyetemen.

## Politikai pályafutása
1978-ban ipari miniszter lett. 1982 és 1989 valamint 1993 és 1994 között vezette az állami ((Ipari Újjáépítés Intézete)) (IRI, Istituto per la Ricostruzione Industriale) vállalatot. Elnöke lett a baloldali és centrista pártok összefogásából létrejött Olajfa (L'Ulivo) pártnak. A párt vezetése alatt megnyerte az 1996-os választást, és Prodi Olaszország miniszterelnöke lett. Miniszterelnökként jelentősen csökkentette a költségvetés hiányát, teljesítve ezzel az Európai Gazdasági és Monetáris Unió elvárásait. A megszorítások nyomán azonban elvesztette pártja balszárnyának támogatását és 1998 októberében lemondott.
1999. szeptember 17. és 2004. november 22. között az Európai Bizottság elnöke volt. Elnöksége idejére esett az EU jelentős bővítése: tíz, kelet- és dél-európai ország csatlakozott az Unióhoz, 2004 májusában.
Mandátumának lejárta után visszatért az olasz politikába és 2006 áprilisában pártja, szoros versenyben győzött Silvio Berlusconi jobbközép alakulatával szemben. Kampánya során gazdaságélénkítésre, és az olasz csapatok Irakból való kivonására helyezte a hangsúlyt. 2008. január 24-én elvesztette a bizalmi szavazást a szenátusban, és következésképpen lemondott miniszterelnöki posztjáról.
2013-ban a Demokrata Párt őt jelölte a köztársasági elnöki posztra, ám a parlament végül újraválasztotta Giorgio Napolitano elnököt.